# You (Zhuzhou)
Der Kreis You (攸县,  Yōu Xiàn) ist ein Kreis der bezirksfreien Stadt Zhuzhou in der chinesischen Provinz Hunan. You hat eine Fläche von 2.651 km² und zählt 664.700 Einwohner (Stand: Ende 2018).